# Isistius
Isistius é um género de esqualos da família Dalatiidae. Os membros deste géneros são notáveis pelo seu comportamento alimentar pouco usual e pela sua dentição.